# ミドリシジミ亜科
ミドリシジミ亜科（Theclinae）は、シジミチョウ科内のひとつの分類単位。日本産シジミチョウの半分近くはこの亜科に含まれる。

## 概要
成虫はいっぱんに翅が縦に長く、飛翔力に長ける。翅の表と裏で模様が違い、翅表には構造色を示す種が多い。ほとんどの種が1対の尾状突起を持つ。キマダラルリツバメは日本で唯一尾状突起を2対持つシジミチョウである。翅以外の体の形状は他のシジミチョウと大きく変わらず、触角も黒と白のしま模様である。幼虫は小判形をしており、樹木の新芽や花卉を食べる。
卵で越冬する種が多数だが、成虫で越冬するムラサキシジミ、蛹で越冬するコツバメなどもいる。
シジミチョウ科は他にいくつかの亜科に分けられるが、日本ではゴイシシジミ・ベニシジミ・ウラギンシジミの3種を除きミドリシジミ亜科かヒメシジミ亜科に分けられる。
ミドリシジミ亜科は日本に36種生息する。うち25種は「ゼフィルス」と呼ばれる。これらは森林性が強く、卵で越冬、成虫は6～7月ごろ発生するなど共通した生態がある。

## 族
ミドリシジミ亜科には以下の族が含まれる。
- Amblypodiini（コノハシジミ族）
- Arhopalini（ムラサキシジミ族） - ムラサキツバメ、ルーミスシジミ、ムラサキシジミなど
- Catapaecilmatini（ギンスジミツオシジミ族）- ナカモトギンスジミツオシジミなど
- Cheritrini（モリノオナガシジミ族）
- Deudorigini（トラフシジミ族） - トラフシジミ、フィリピンヒイロシジミ、トモコトラフシジミ、イワカワシジミなど
- Eumaeini（カラスシジミ族）- ベニモンカラスシジミ、コツバメなど
- Horagini（ミツオシジミ族）
- Hypolycaenini（フタオツバメ族）
- Hypotheclini
- Iolaini（フタオシジミ族）
- Loxurini（オナガアカシジミ族）
- Luciini（ルキアシジミ族）
- Oxylidini（アカスジミツオシジミ族）
- Remelanini（ウラキンルリツバメ族）
- Theclini（ミドリシジミ族（ゼフィルス））- ミズイロオナガシジミ、メスアカミドリシジミ、オオミドリシジミ、 ウラクロシジミ、アカシジミ、ミドリシジミ、フジミドリシジミ、キリシマミドリシジミ、ウラキンシジミ、ダイセンシジミなど
- Tomarini（ベニシジミモドキ族）
- Zesiini（ゼシウスヒスイシジミ族）